# Епіглотит
Епіглотит — запалення надгортанника.
Найнебезпечнішим є гострий епіглотит, оскільки існує висока ймовірність повного перекриття дихальних шляхів, що є загрозою життю пацієнта.
Бактерійний епіглотит — гостре ураження надгортанника бактеріями, що швидко призводить до тяжкої обструкції дихальних шляхів.

## Етіологія та патогенез
У більшості випадків (близько 95 %) захворювання викликає Haemophilus influenzae типу B (англ. Hib). У числі збудників можуть бути також стафілокок, стрептокок, пневмокок.
Після інфікування дуже швидко розвивається запалення надгортанника і підтримувальної його черпакувато-підгорлової складки. Надгортанник стає набряклим і гіперемованим. Звисаючи і відхиляючись назад, надгортанник закриває вхід у гортань, викликаючи тяжку обструкцію дихальних шляхів. Перекладання дитини в положення лежачи може призвести до асфіксії і зупинки серця.

## Клінічні прояви
Епіглотит не має сезонної залежності. Захворювання виникає гостро і швидко прогресує.
Появляється біль у горлі, дисфагія, стридор, наростають тахіпное і ціаноз.
Найпоширенішими ознаками є розвиток гарячки, біль у горлі, слинотеча, які не піддаються контролю, класична «поза триноги», утруднене дихання та дратівливість, ознаки інтоксикації. 
Дитина перелякана і неспокійна, займає вимушене положення (сидить із нахилом тулуба вперед і витягнутою шиєю, прагнучи відвести надгортанник від голосової щілини)
Дорослі можуть мати менш виражену клінічну картину набагато рідше потребують інтубації у порівнянні з дітьми (лише близько 20 % дорослих потребують інтубації)

## Діагностика
- Ларингоскопія

- Рентгенографія шиї у боковій проєкції
- ЗАК з формулою
- Бактеріологічне дослідження крові
- Бактеріологічне дослідження матеріалу з надгортанника

Диференційний діагноз проводиться з перитонзилярним абсцесом, тонзилітом, аспірацією чужорідного тіла, анафілаксією, крупом, занурення/утоплення, астмою.

## Лікування

### Лікування на догоспітальному етапі
Дитина з діагнозом епіглотиту повинна бути терміново госпіталізована у реанімаційне відділення. Методом вибору при ДН ІІІ ступеня повинна бути продовжена оротрахеальна або назотрахеальна інтубація. Лікарям лінійних бригад ШМД до приїзду спеціалізованої бригади (при гострому дефіциті часу і декомпенсації ДН у дитини) необхідно застосовувати конікотомію (крикотиреоїдотомію). Необхідне також встановлення периферичного венозного доступу (флекс-катетер), проведення дезінтоксикаційної інфузійної терапії розчинами кристалоїдів; введення антибіотиків — цефтріаксон у разовій дозі 40–50 мг/кг або амоксиклав — 20–30 мг/кг; перед транспортуванням — одноразове введення кортикостероїдних препаратів (преднізолон) у дозі 3–5 мг/кг; обов’язково потрібно проводити інгаляції зволоженим киснем і з метою седації вводити в/в 20% оксибутират натрію 70–100 мг/кг або 0,5% сибазон у дозі 0,3–0,5 мг/кг.